# Unione Combattente Ebraica

Bandiera dell'Unione Combattente Ebraica

L'Unione Combattente Ebraica (in polacco Żydowski Związek Walki, in sigla ZZW; in yiddish: ייִדישע מיליטערישע פאָראייניקונג / Yiddishe Militerishe Foreynikung; in ebraico: ארגון צבאי יהודי, in sigla אצ"י)  è stata una organizzazione clandestina di resistenza ebraica che operò durante il secondo conflitto mondiale nell'area del ghetto di Varsavia e prese parte alle operazioni militari durante la rivolta del ghetto contro le truppe naziste.

## Organizzazione
L'Unione Combattente Ebraica venne fondata dai membri dei partiti di destra revisionisti prebellici quali il Betar e l'Hatzohar fra l'ottobre ed il novembre del 1939 nel periodo immediatamente successivo all'invasione tedesca della Polonia.
Sin dalla sua fondazione si occupò dell'aiuto alle famiglie ebree che volevano fuggire dal ghetto illegalmente e del reperimento delle armi. Ebbe rapporti con la resistenza polacca, in particolare l'Armata Nazionale, nel reperire armi e munizioni e nell'organizzazione delle fughe. Di ispirazione nazionalista, ebbe spesso contrasti con un altro movimento clandestino ebraico di stampo socialista, ovvero l'Organizzazione Combattente Ebraica (ZOB).
Il comandante dell'unione fu probabilmente Dawid Wdowiński, anche se la mancanza di documenti e fonti ci impedisce di affermarlo con certezza. Il movimento era organizzato in diversi dipartimenti:
- Dipartimento informazioni, diretto da Leon Rodal;
- Dipartimento organizzativo, diretto da Paweł Frenkel;
- Dipartimento rifornimenti, diretto da Leon Wajnsztok;
- Dipartimento finanziario;
- Dipartimento collegamenti (principalmente per i contatti con l'Armata Nazionale), diretto da Dawid M. Appelbaum;
- Dipartimento sanitario, diretto dal dottor Józef Celmajster (con lo pseudonimo di Niemirski);
- Dipartimento giudiziario, diretto da Dawid Szulman;
- Dipartimento salvataggi, per le evasioni dal ghetto, diretto da Kalma Mendelson;
- Dipartimento tecnologia, trasporti e rifornimenti, che scavò, tra le altre cose, due gallerie sotto le mura del ghetto, diretto da Hanoch Federbusz;
- Dipartimento militare diretto da Paweł Frenkel e Dawid Apfelbaum.

## Rivolta del ghetto di Varsavia
Secondo alcune stime, durante i combattimenti della rivolta del ghetto di Varsavia, l'unione aveva circa 400 combattenti bene armati raggruppati in 11 unità. L'Unione combatté insieme ai militanti dell'AK in via Muranowska (4 unità sotto Frenkel). Dawid M. Apfelbaum prese posizione in via Miła. Il gruppo di Heniek Federbusz organizzò una forte sacca di resistenza in una casa vicino a via Zamenhoff. L'unità di Jan Pika prese posizione in via Miła, mentre l'unità di Leizer Staniewicz combatté nelle vie Nalewki, Gesia and Franciszkanska. Il gruppo di Dawid Berlinski prese posizione nella seconda parte di via Nalewki. Roman Winsztok comandava il gruppo vicino a via Muranowska, dov'era situato anche il quartier generale dell'Unione (via Muranowska, 7/9).